# 盖乌斯·波皮利乌斯·拉埃纳斯
盖乌斯·波皮利乌斯·拉埃纳斯（拉丁語：Gaius Popillius Laenas）罗马共和国政治家、将领，公元前172年和前158年两次成为罗马执政官，前168年被派往埃及调停塞琉古帝国国王安条克四世对托勒密王朝的入侵战争。他的事迹在希伯来圣经的《但以理書》中以但以理预言的形式有所提及。